# آلاسکا ایرلاینز

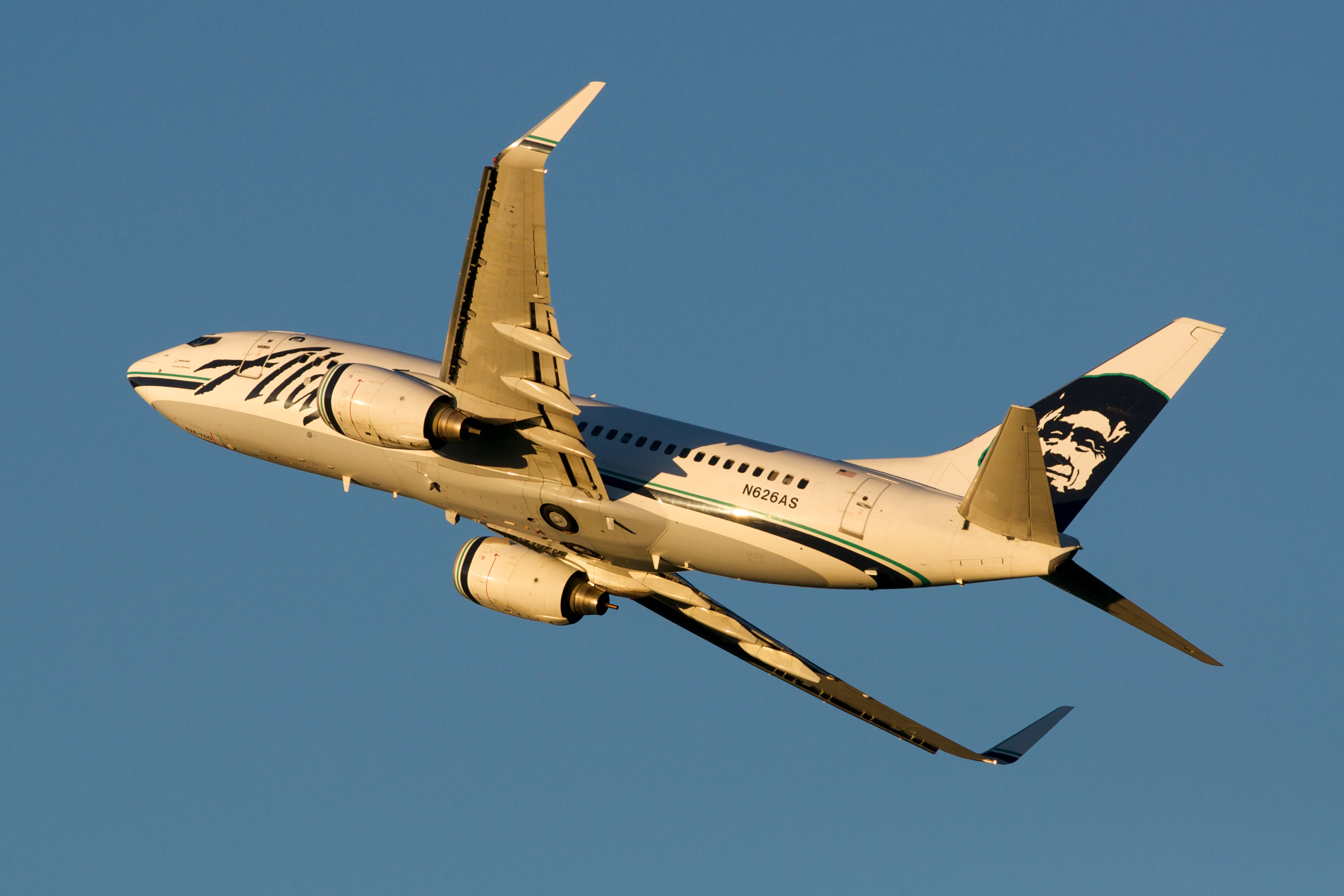
هواپیمای بوئینگ ۷۳۷ متعلق به آلاسکا ایرلاینز

آلاسکا ایرلاینز (به انگلیسی: Alaska Airlines) شرکت هواپیمایی آمریکایی است، که ریشه‌های تأسیس آن، به سال ۱۹۳۲ و راه‌اندازی شرکت مک‌گی ایرلاینز توسط لینیوس مک‌گی بازمی‌گردد. این شرکت در طول دهه نخست فعالیتش، از طریق فرایند تملیک و ادغام، توسعه یافت، و این ادغام‌ها سرانجام در سال ۱۹۴۴ به تغییر نام آن به آلاسکا ایرلاینز انجامید.
شرکت هواپیمایی آلاسکا در حال حاضر روزانه به ۲۳۸ مقصد داخلی و بین المللی پرواز مستقیم دارد. این شرکت هم‌اکنون ششمین شرکت هواپیمایی بزرگ ایالات متحده آمریکا است. با همکاری هوریزن ایر و اسکای‌وست، آلاسکا ایرلاینز عمدتا روی اتصال شهرهای ساحل غربی ایالات متحده به یکدیگر متمرکز است.
دفتر مرکزی این شرکت در شهر سی تک، واشینگتن قرار دارد و فرودگاه بین‌المللی لس‌آنجلس، فرودگاه بین‌المللی پورتلند، فرودگاه بین‌المللی تد استیونز انکوریج، فرودگاه بین‌المللی سن دیه‌گو، فرودگاه بین‌المللی سانفرانسیسکو و با مرکزیت فرودگاه بین‌المللی سیتل-تاکوما، قطب‌های این شرکت هواپیمایی به‌شمار می‌آیند.
گروه آلاسکا ایر مالک اصلی این شرکت می‌باشد. عضو اتحادیه‌ی  وان‌ورلد است. این شرکت در حال حاضر در ناوگان هوایی خود، دارای ۲۳۸ فروند هواپیمای جت مسافربری می‌باشد که همگی از مدل بوئینگ ۷۳۷ هستند. طبق نظرسنجی های جی دی پاور و شرکا، آلاسکا ایرلاینز بالاترین مقدار رضایت مشتری را در مقایسه با دیگر شرکت های هواپیمایی بزرگ ایالات متحده دارد.
در سال ۲۰۱۶، آلاسکا ایرلاینز از طریق شرکت مادر خودُ گروه آلاسکا ایر شرکت هواپیمایی ویرجین آمریکا را به مبلغ حدودا ۴ میلیون دلار خرید. در سال ۲۰۲۴، این شرکت هاوایین ایرلاینز را نیز به مبلغ ۱.۹ میلیارد دلار خرید.

## نگارخانه

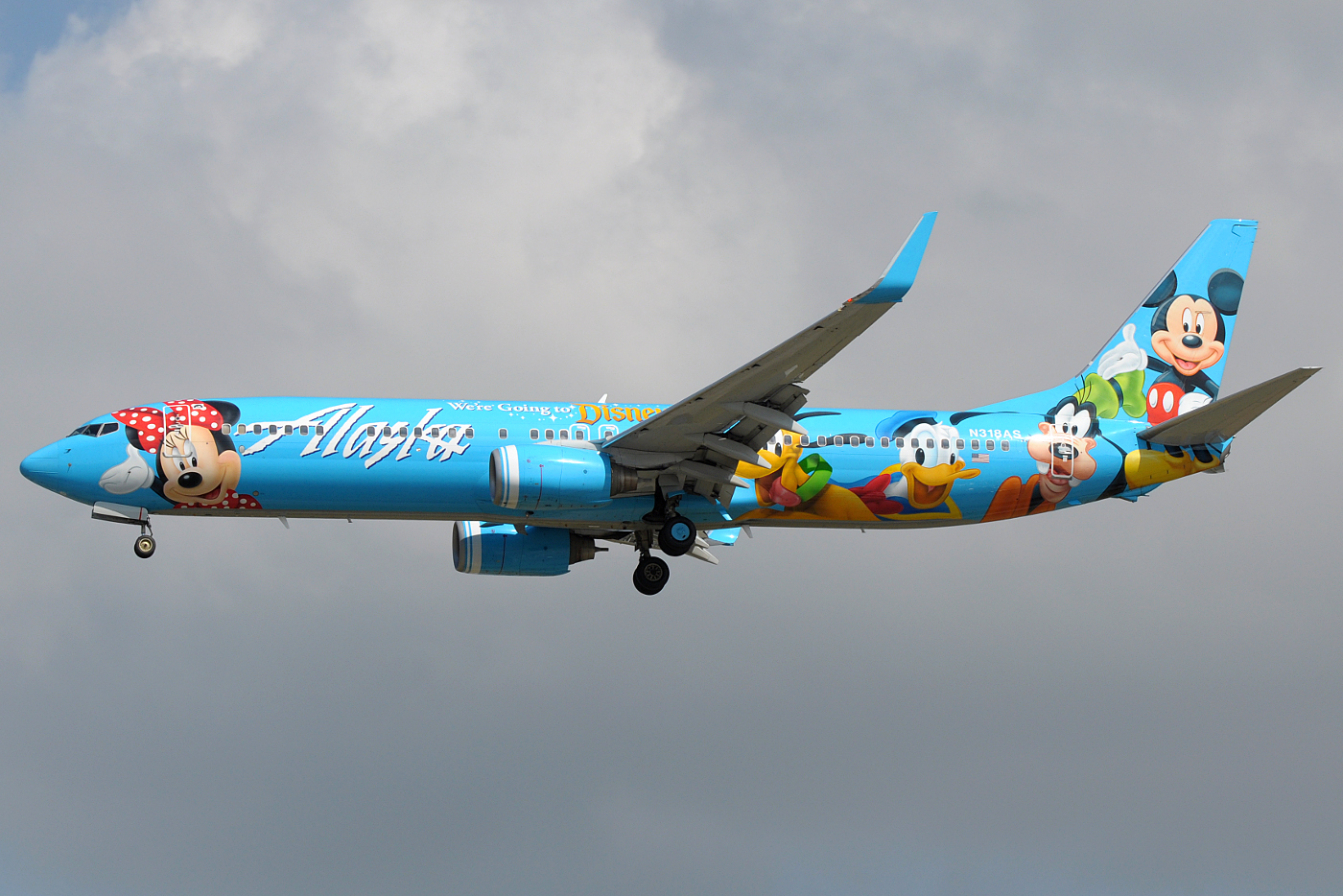
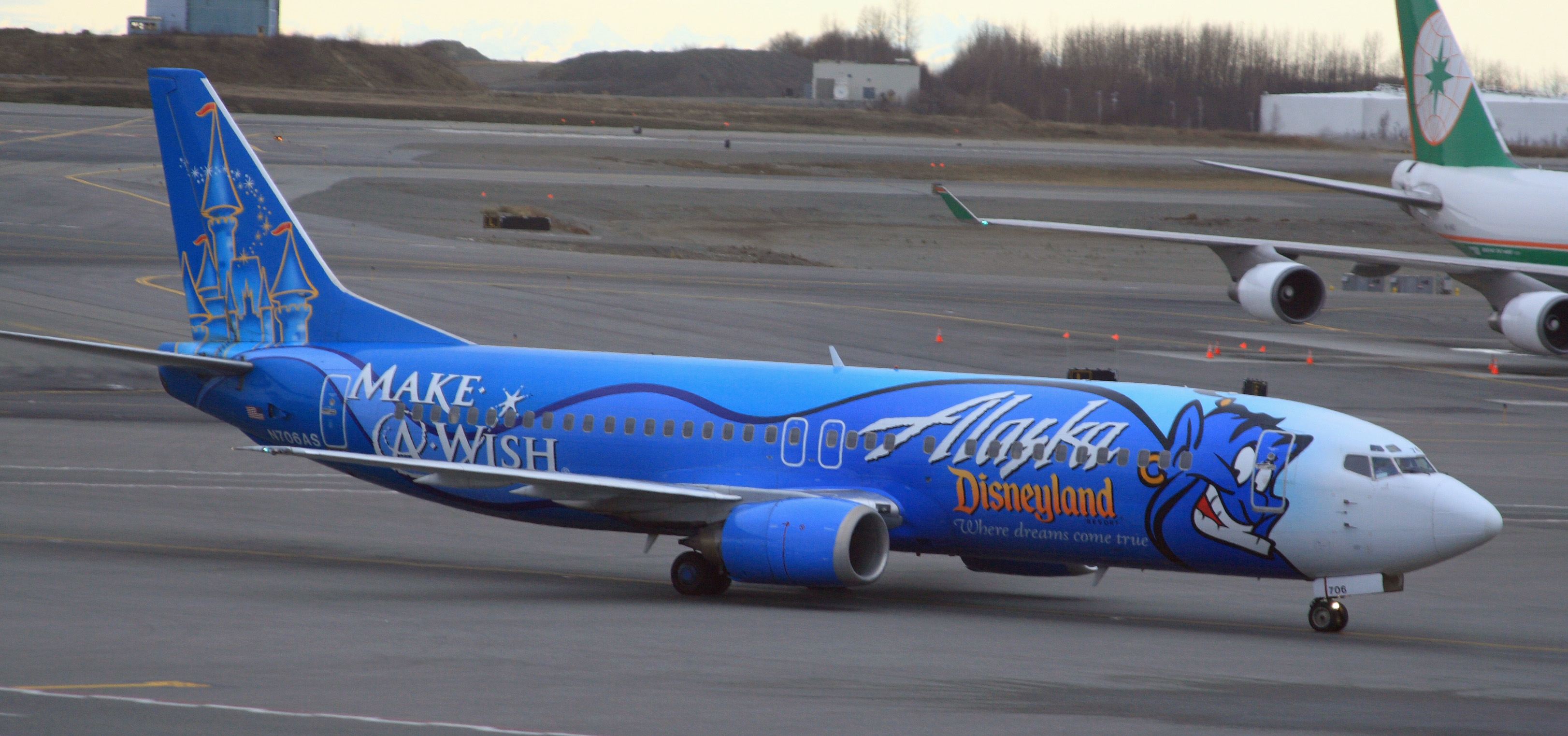
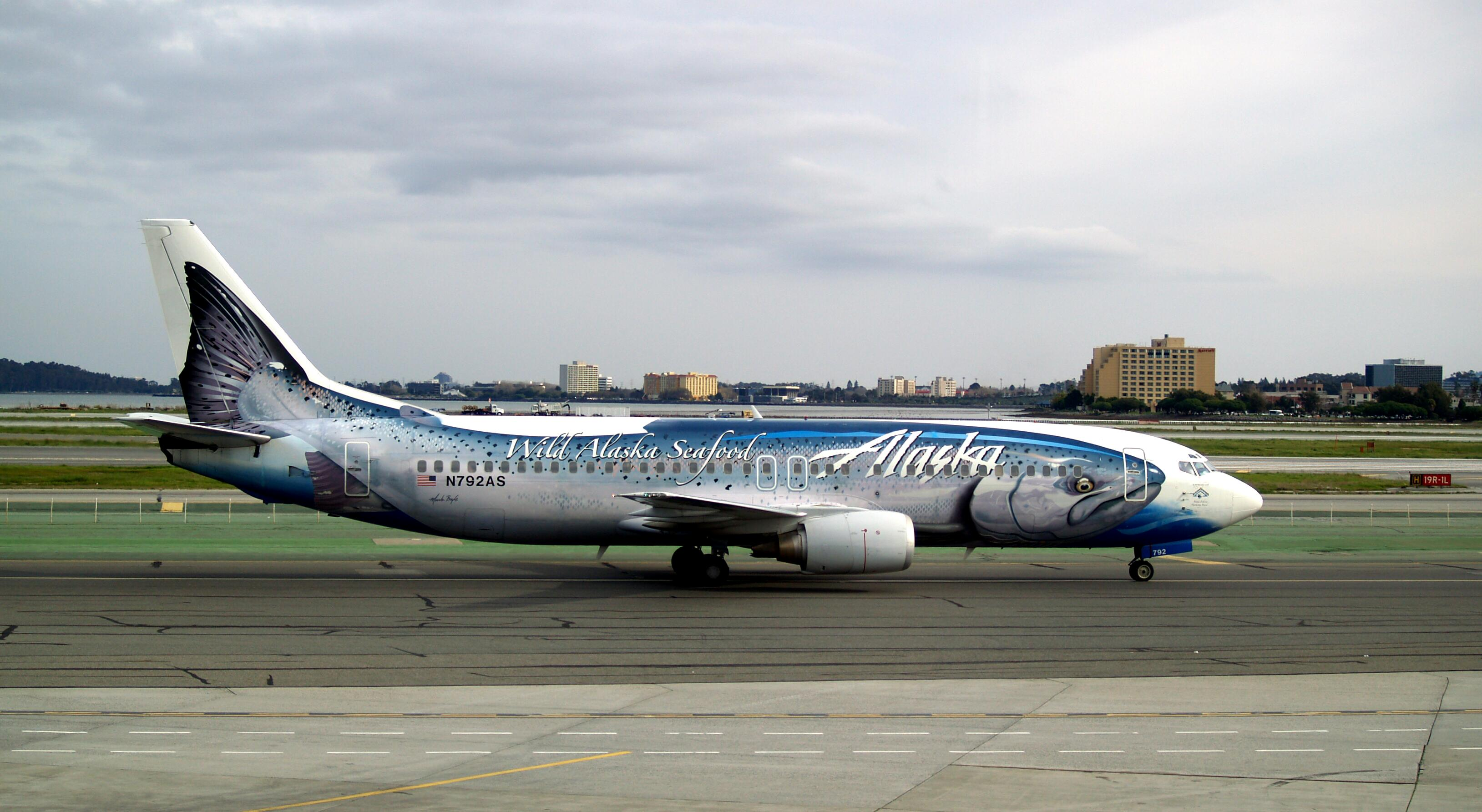
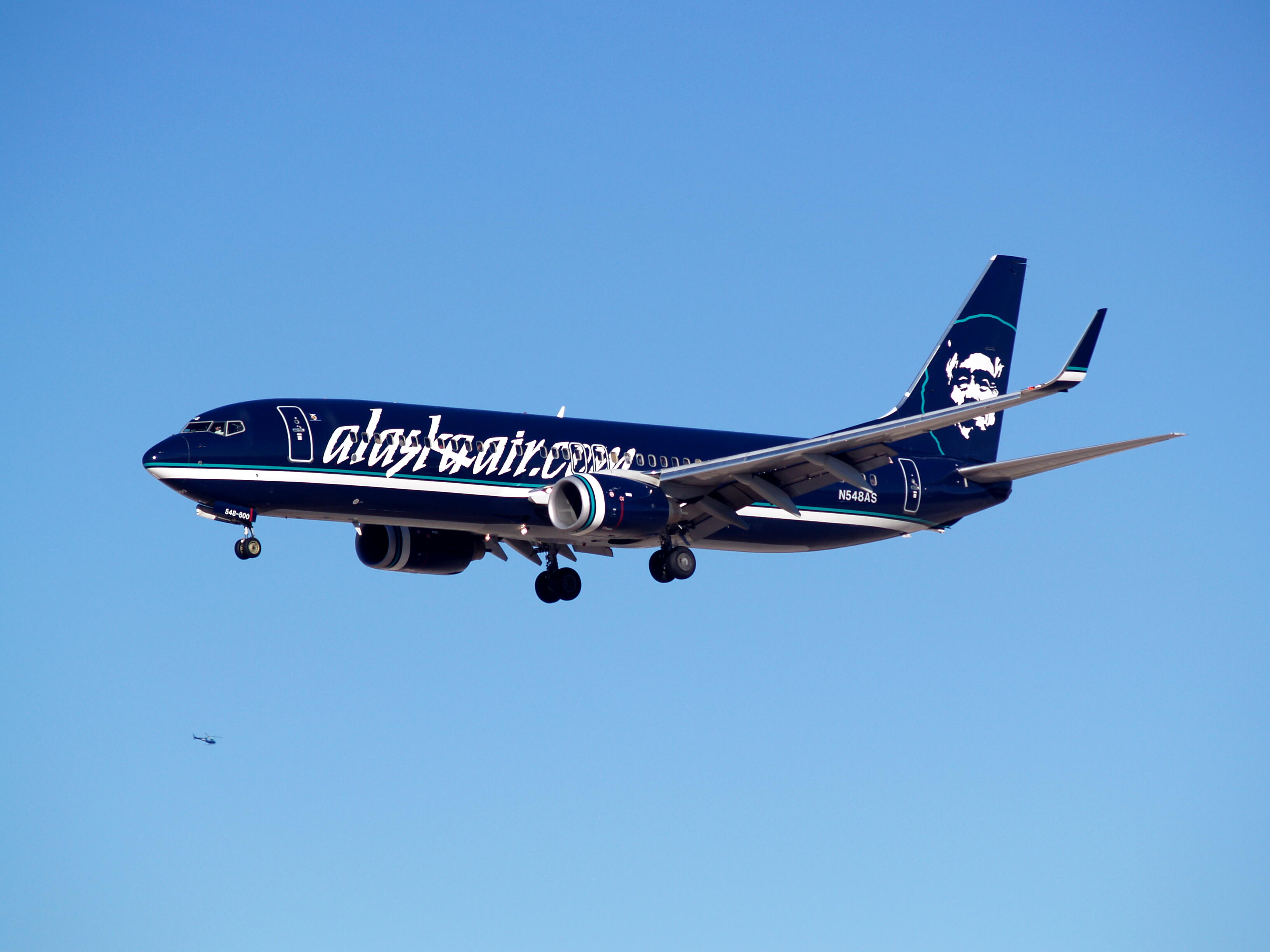
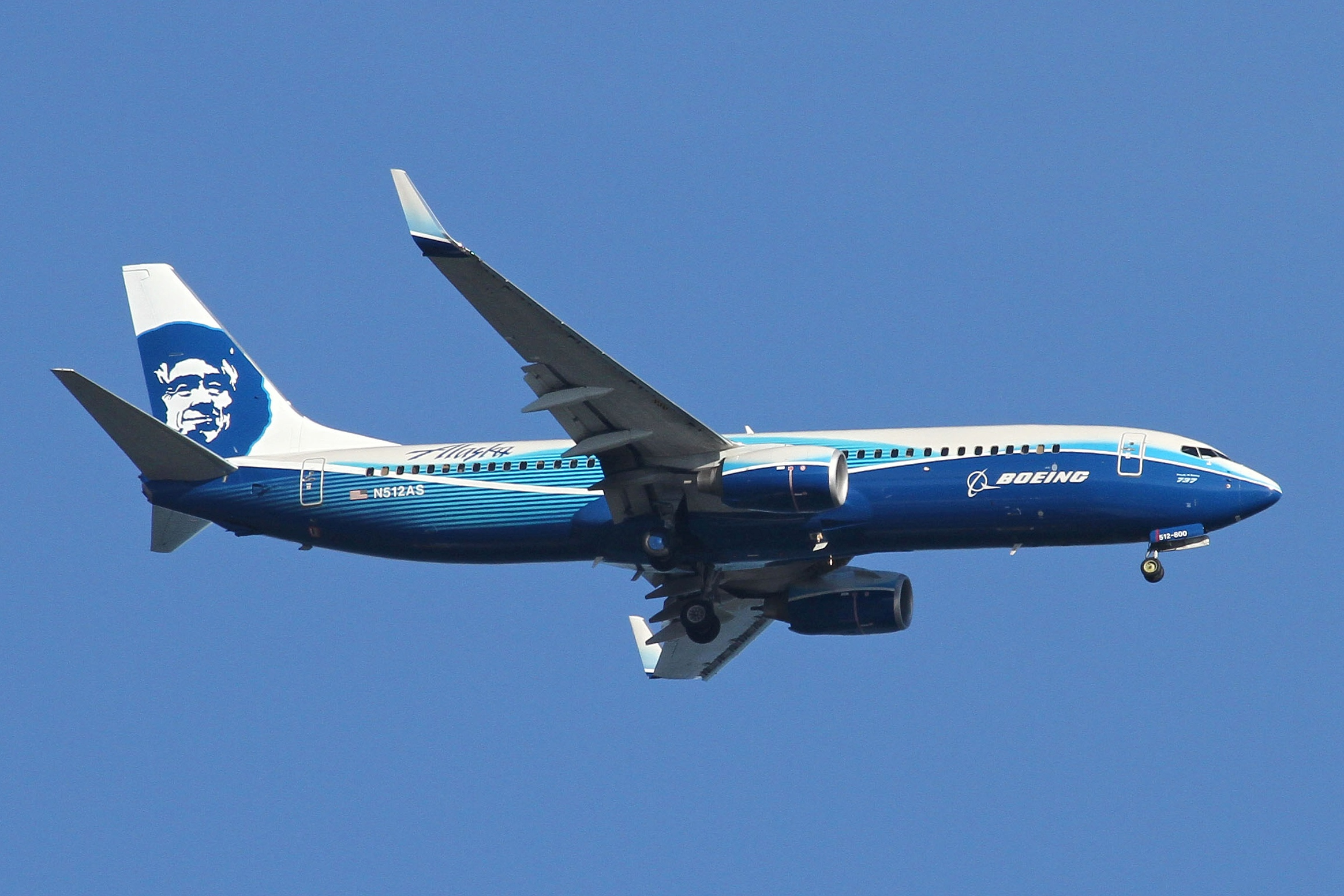
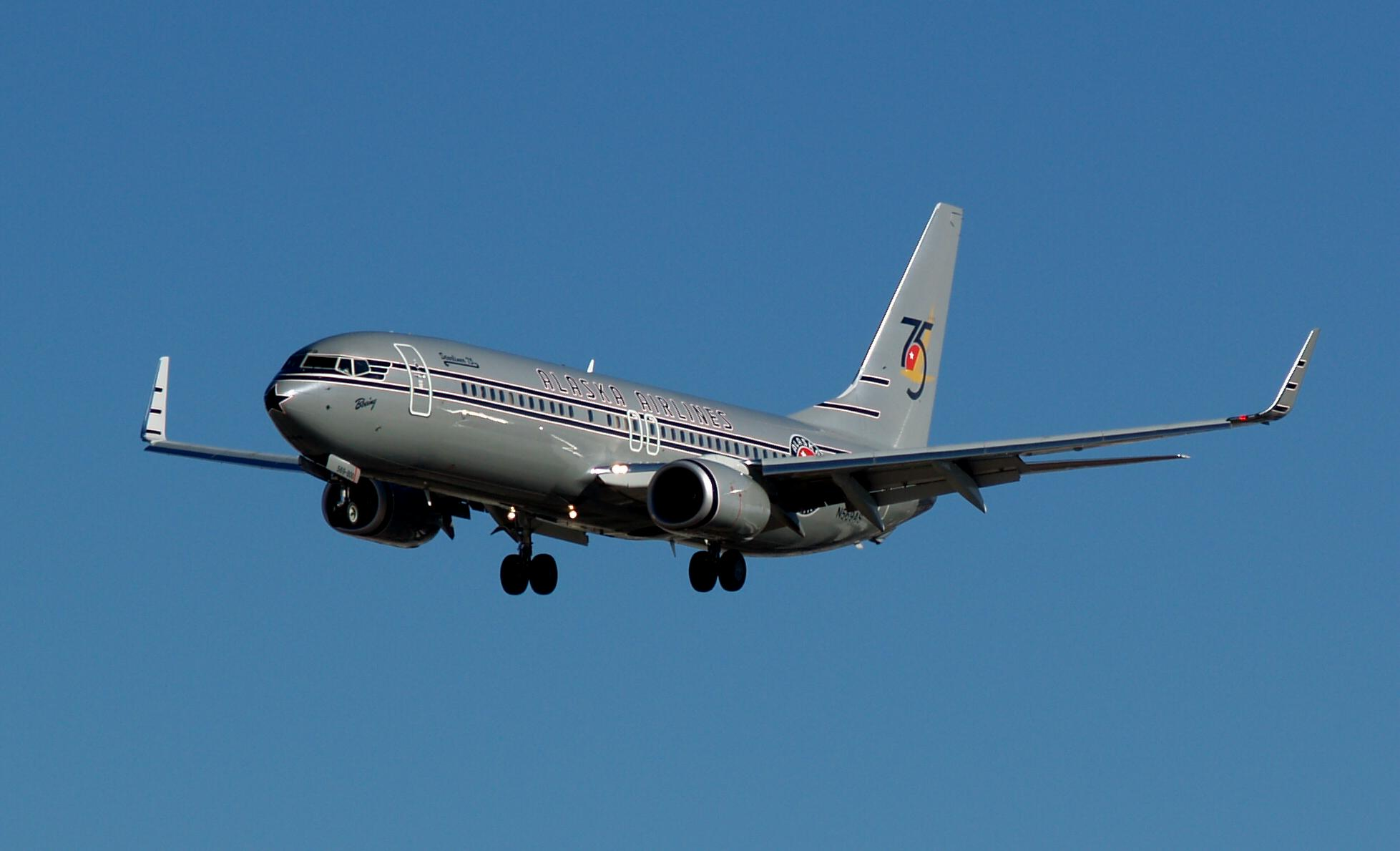
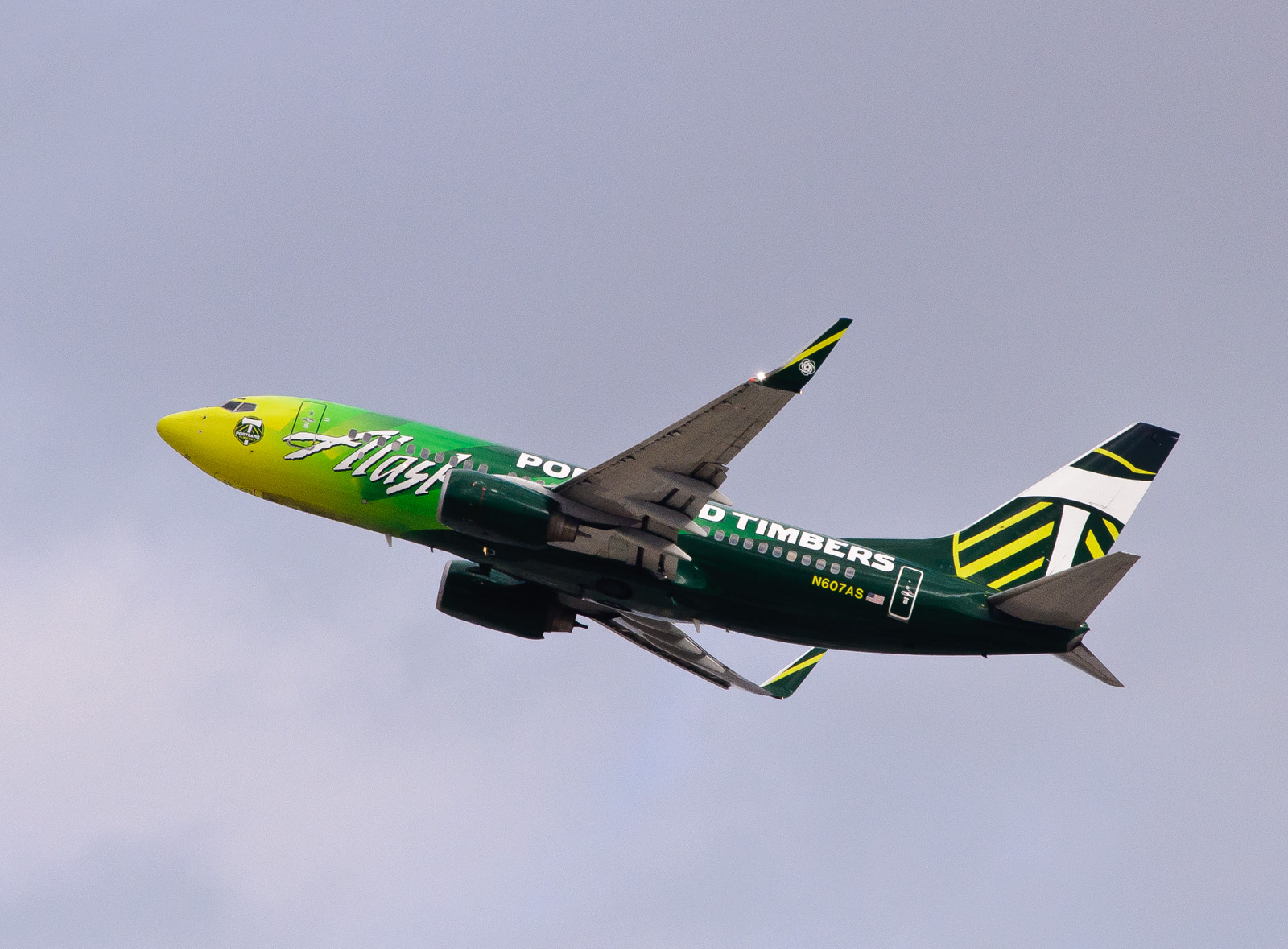